# Aker Solutions

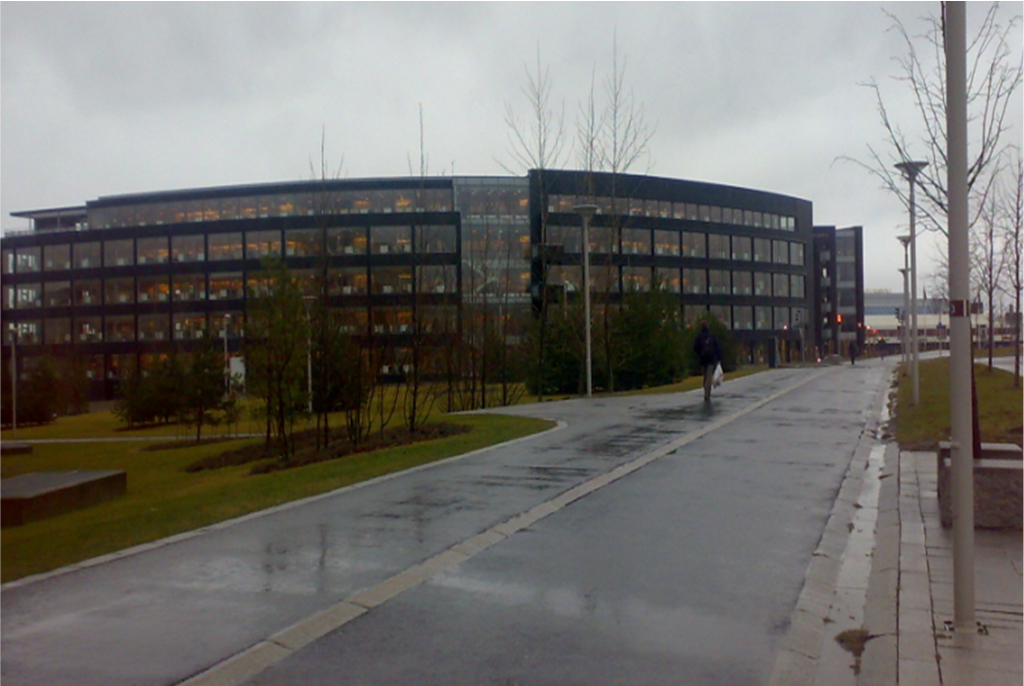
Aker Solutions, Fornebu

Aker Solutions ASA är en norsk industrikoncern som bildades i och med sammanslagningen av Aker RGI och Kværner. 
Verksamhetsområdena är olja och gas, raffinering och kemikalier, gruvdrift och metaller, kraftförsörjning samt medicin och bioteknologi.
I Norge har Aker Solutions verksamhet på följande platser: Stord, Verdal, Ågotnes, Arendal, Kristiansund, Mongstad, Oslo (inkl. Lysaker), Stavanger (inkl. Hinna), Bergen (inkl. Sandsli), Stjørdal, Trondheim, Høyanger, Mosjøen, Odda, Kristiansand, Egersund, Lier, Moss, Hammerfest och Aukra.